# Новоселівка (Дубенський район)
Новосе́лівка — село в Україні, у Млинівській селищній громаді Дубенського району Рівненської області. Населення становить 547 осіб. Від заснування мало назву Божкевичі. Відстань до центру громади смт. Млинів становить понад 12 км і проходить автошляхом Т 1806.
З грудня 2016 року входить до Млинівської об'єднаної громади.

## Географія
У селі бере початок річка Козин.

## Історія
У 1906 році село Божкевичі Млинівської волості Дубенського повіту Волинської губернії. Відстань від повітового міста 16 верст, від волості 15. Дворів 91, мешканців 781. 
7 (20) листопада 1917 року, відповідно до Третього Універсалу Української Центральної Ради, увійшло до складу Української Народної Республіки. 
До 2016 у складі Владиславівської сільської ради. Від 2016 у Млинівській селищній громаді.
12 червня 2020 року, відповідно до розпорядження Кабінету Міністрів України № 722-р від «Про визначення адміністративних центрів та затвердження територій територіальних громад Рівненської області», увійшло до складу Млинівської селищної громади.
19 липня 2020 року, в результаті адміністративно-територіальної реформи та ліквідації Млинівського району, село увійшло до складу Дубенського району.

## Населення

### Мова
Розподіл населення за рідною мовою за даними перепису 2001 року:
| Мова       | Кількість | Відсоток |
| ---------- | --------- | -------- |
| українська | 544       | 99.45%   |
| російська  | 3         | 0.55%    |
| Усього     | 547       | 100%     |